# Septosporium bulbotrichum
Septosporium bulbotrichum är en svampart som beskrevs av Corda 1837. Septosporium bulbotrichum ingår i släktet Septosporium, divisionen sporsäcksvampar och riket svampar.   Inga underarter finns listade i Catalogue of Life.